# Vixen Tor
Vixen Tor ist ein 300 m ASL hoher sphinxförmiger Hügel im Walkham Valley bei Merrivale zwischen Tavistock und Princetown im Westen des Dartmoor in Devon, in England. 
Vixen Tor erhebt sich 37 m aus dem Moor und ist eine Aufschluss aus Granit, der scheinbar aus aufeinandergestapelten Felsen besteht. Vixen Tor liegt auf privatem Grund, ist unzugänglich und ist der höchste freistehende Felsen in Dartmoor. 
Es gibt eine Legende, nach der einst eine Hexe namens Vixana in einer Höhle am Fuße des Tors lebte. Sie hat Reisende in ein nahegelegenes Moor gelockt.